# انترتینمنت وان میوزیک
گروه موسیقی اِم‌اِن‌آر‌کِی (به انگلیسی: MNRK Music Group) (کوچ رکوردز و ئی‌وان میوزیک سابق) یک ناشر موسیقی در ایالات متحده آمریکا است، که زیر نظر شرکت خدمات مالی بلک‌استون فعالیت می‌کند و به عنوان یکی از ناشرهای برتر در آمریکا در نظر گرفته می‌شود. در ژانویه ۲۰۰۹ این ناشر رسماً از کوچ رکوردز به  ئی۱میوزیک تغییر یافت. در سال ۲۰۲۱ میلادی، ئی ۱ میوزیک به شرکت هاسبرو فروخته شد، اما در نهایت شرکت بلک‌استون مالکیت آن را به دست آورد.